# Grand Prix automobile du Japon 2006
GP précédent GP suivant
Le Grand Prix automobile du Japon 2006 (2006 Formula 1 Fuji Television Japanese Grand Prix). disputé sur le circuit de Suzuka le 8 octobre 2006 est la 767e épreuve du championnat du monde de Formule 1 courue depuis 1950 et la dix-septième manche du championnat 2006.
Contrairement au Grand Prix de Chine, ce sont Fernando Alonso et Renault qui sont en difficulté en qualification mais une casse moteur fait perdre à Michael Schumacher la victoire et dix précieux points.

## Grille de départ

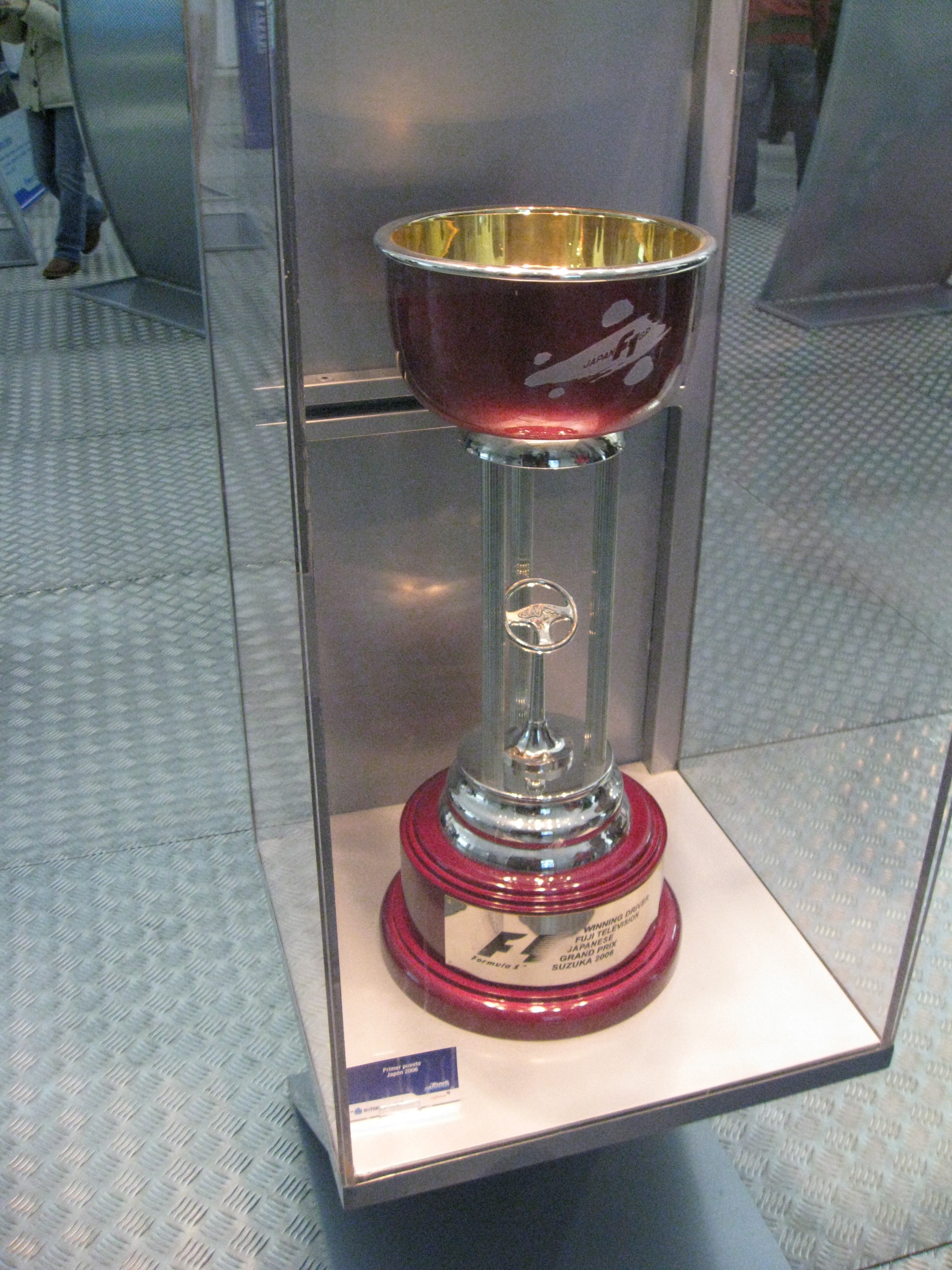
Le trophée remis à Fernando Alonso

| Pos | Pilote               | Équipe/Moteur       | Chrono 3       | Chrono 2       | Chrono 1       |
| --- | -------------------- | ------------------- | -------------- | -------------- | -------------- |
| 1   | Felipe Massa         | Ferrari             | 1 min 29 s 599 | 1 min 29 s 830 | 1 min 30 s 112 |
| 2   | Michael Schumacher   | Ferrari             | 1 min 29 s 711 | 1 min 28 s 954 | 1 min 31 s 279 |
| 3   | Ralf Schumacher      | Toyota              | 1 min 29 s 989 | 1 min 30 s 299 | 1 min 30 s 595 |
| 4   | Jarno Trulli         | Toyota              | 1 min 30 s 039 | 1 min 30 s 204 | 1 min 30 s 420 |
| 5   | Fernando Alonso      | Renault             | 1 min 30 s 371 | 1 min 30 s 357 | 1 min 30 s 976 |
| 6   | Giancarlo Fisichella | Renault             | 1 min 30 s 599 | 1 min 30 s 306 | 1 min 31 s 696 |
| 7   | Jenson Button        | Honda               | 1 min 30 s 992 | 1 min 30 s 268 | 1 min 30 s 847 |
| 8   | Rubens Barrichello   | Honda               | 1 min 31 s 478 | 1 min 30 s 598 | 1 min 31 s 972 |
| 9   | Nick Heidfeld        | BMW Sauber          | 1 min 31 s 513 | 1 min 30 s 470 | 1 min 31 s 811 |
| 10  | Nico Rosberg         | Williams-Cosworth   | 1 min 31 s 856 | 1 min 30 s 321 | 1 min 30 s 585 |
| 11  | Kimi Räikkönen       | McLaren-Mercedes    |                | 1 min 30 s 827 | 1 min 32 s 080 |
| 12  | Robert Kubica        | BMW Sauber          |                | 1 min 31 s 094 | 1 min 31 s 204 |
| 13  | Pedro de la Rosa     | McLaren-Mercedes    |                | 1 min 31 s 254 | 1 min 31 s 581 |
| 14  | Mark Webber          | Williams-Cosworth   |                | 1 min 31 s 276 | 1 min 31 s 647 |
| 15  | Vitantonio Liuzzi    | Toro Rosso-Cosworth |                | 1 min 31 s 943 | 1 min 31 s 741 |
| 16  | Christijan Albers    | Midland-Toyota      |                | 1 min 33 s 750 | 1 min 32 s 221 |
| 17  | David Coulthard      | Red Bull-Ferrari    |                |                | 1 min 32 s 252 |
| 18  | Robert Doornbos      | Red Bull-Ferrari    |                |                | 1 min 32 s 402 |
| 19  | Scott Speed          | Toro Rosso-Cosworth |                |                | 1 min 32 s 867 |
| 20  | Takuma Satō          | Super Aguri-Honda   |                |                | 1 min 33 s 666 |
| 21  | Tiago Monteiro       | Midland-Toyota      |                |                | 1 min 33 s 709 |
| 22  | Sakon Yamamoto       | Super Aguri-Honda   |                |                | —              |

## Course

### Classement de la course

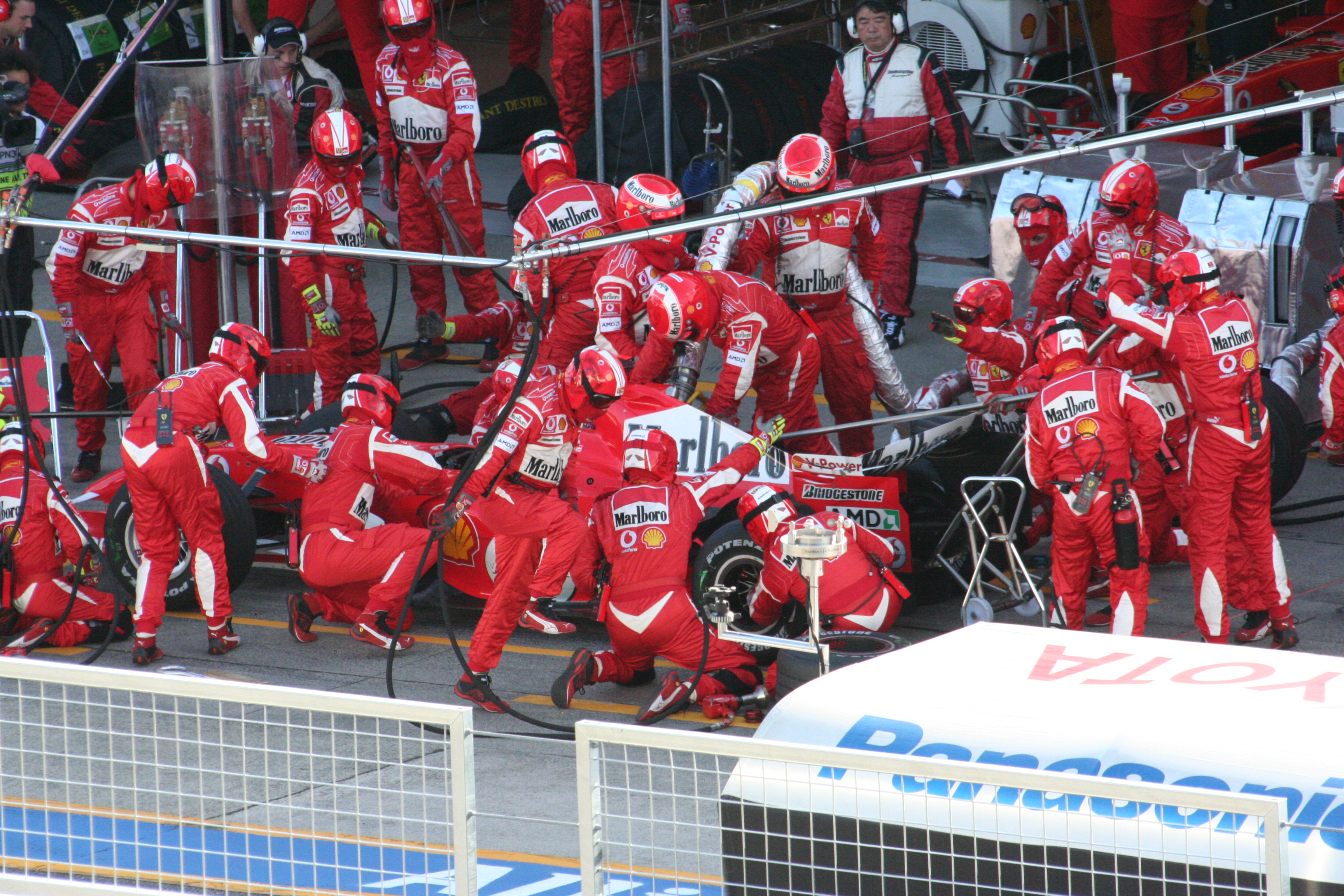
Pit-stop de Michael Schumacher

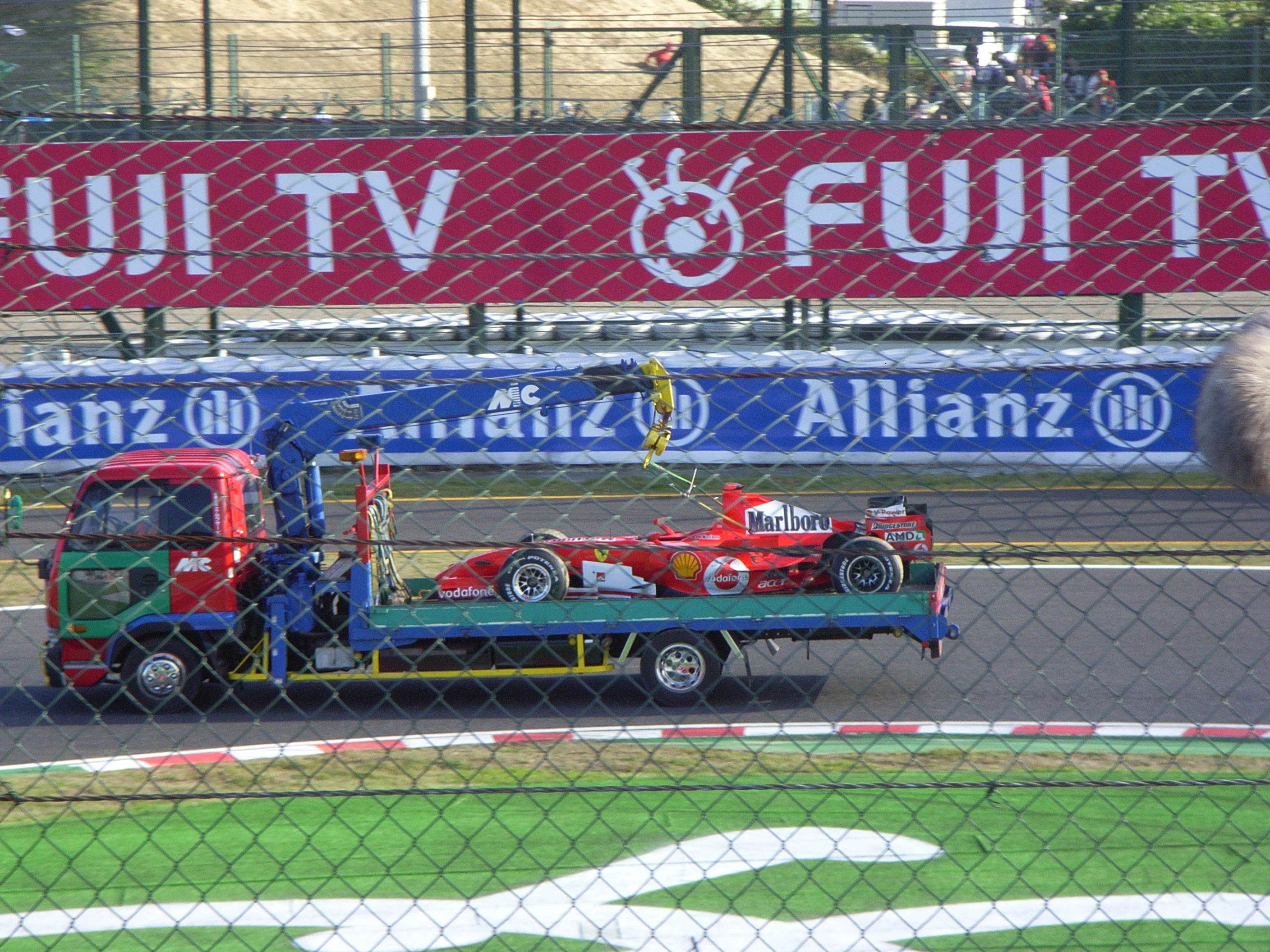
Une casse moteur prive Michael Schumacher de la victoire

| Pos  | No | Pilote               | Écurie              | Tours | Temps/Abandon                      | Grille | Points |
| ---- | -- | -------------------- | ------------------- | ----- | ---------------------------------- | ------ | ------ |
| 1    | 1  | Fernando Alonso      | Renault             | 53    | 1 h 23 min 52 s 413 (219,983 km/h) | 5      | 10     |
| 2    | 6  | Felipe Massa         | Ferrari             | 53    | + 16 s 151                         | 1      | 8      |
| 3    | 2  | Giancarlo Fisichella | Renault             | 53    | + 23 s 953                         | 6      | 6      |
| 4    | 12 | Jenson Button        | Honda               | 53    | + 34 s 101                         | 7      | 5      |
| 5    | 3  | Kimi Räikkönen       | McLaren-Mercedes    | 53    | + 43 s 596                         | 11     | 4      |
| 6    | 8  | Jarno Trulli         | Toyota              | 53    | + 46 s 717                         | 4      | 3      |
| 7    | 7  | Ralf Schumacher      | Toyota              | 53    | + 48 s 869                         | 3      | 2      |
| 8    | 16 | Nick Heidfeld        | BMW Sauber          | 53    | + 1 min 16 s 095                   | 9      | 1      |
| 9    | 17 | Robert Kubica        | BMW Sauber          | 53    | + 1 min 16 s 932                   | 12     |        |
| 10   | 10 | Nico Rosberg         | Williams-Cosworth   | 52    | +1 tour                            | 10     |        |
| 11   | 4  | Pedro de la Rosa     | McLaren-Mercedes    | 52    | + 1 tour                           | 13     |        |
| 12   | 11 | Rubens Barrichello   | Honda               | 52    | + 1 tour                           | 8      |        |
| 13   | 15 | Robert Doornbos      | Red Bull-Ferrari    | 52    | + 1 tour                           | 18     |        |
| 14   | 20 | Vitantonio Liuzzi    | Toro Rosso-Cosworth | 52    | +1 tour                            | 15     |        |
| 15   | 22 | Takuma Satō          | Super Aguri-Honda   | 52    | + 1 tour                           | 20     |        |
| 16   | 18 | Tiago Monteiro       | Midland-Toyota      | 51    | + 2 tours                          | 21     |        |
| 17   | 23 | Sakon Yamamoto       | Super Aguri-Honda   | 50    | + 3 tours                          | 22     |        |
| 18   | 21 | Scott Speed          | Toro Rosso-Cosworth | 48    | Direction assistée                 | 19     |        |
| Abd. | 9  | Mark Webber          | Williams-Cosworth   | 39    | Accident                           | 14     |        |
| Abd. | 5  | Michael Schumacher   | Ferrari             | 36    | Moteur                             | 2      |        |
| Abd. | 14 | David Coulthard      | Red Bull-Ferrari    | 35    | Boîte de vitesses                  | 17     |        |
| Abd. | 19 | Christijan Albers    | Midland-Toyota      | 20    | Arbre de direction                 | 16     |        |

### Pole position et record du tour
- Pole position :  Felipe Massa (Ferrari) en 1 min 29 s 599 (vitesse moyenne : 233,320 km/h)[1].
- Meilleur tour en course :  Fernando Alonso (Renault) en 1 min 32 s 676 (vitesse moyenne : 225,573 km/h) au quatorzième tour[2].

### Tours en tête
- Felipe Massa (Ferrari) : 2 tours (1-2) ;
- Michael Schumacher (Ferrari) : 34 tours (3-36) ;
- Fernando Alonso (Renault) : 17 tours (37-53)[3].

## Classements généraux à l'issue de la course
| Pos. | Pilote               | Écurie              | Points |
| ---- | -------------------- | ------------------- | ------ |
| 1    | Fernando Alonso      | Renault             | 126    |
| 2    | Michael Schumacher   | Ferrari             | 116    |
| 3    | Felipe Massa         | Ferrari             | 70     |
| 4    | Giancarlo Fisichella | Renault             | 69     |
| 5    | Kimi Räikkönen       | McLaren-Mercedes    | 61     |
| 6    | Jenson Button        | Honda               | 50     |
| 7    | Rubens Barichello    | Honda               | 28     |
| 8    | Juan Pablo Montoya   | McLaren-Mercedes    | 26     |
| 9    | Nick Heidfeld        | BMW Sauber          | 23     |
| 10   | Ralf Schumacher      | Toyota              | 20     |
| 11   | Pedro de la Rosa     | McLaren-Mercedes    | 18     |
| 12   | Jarno Trulli         | Toyota              | 15     |
| 13   | David Coulthard      | Red Bull-Ferrari    | 14     |
| 14   | Jacques Villeneuve   | BMW Sauber          | 7      |
| 15   | Mark Webber          | Williams-Toyota     | 7      |
| 16   | Robert Kubica        | BMW Sauber          | 6      |
| 17   | Nico Rosberg         | Williams-Toyota     | 4      |
| 18   | Christian Klien      | Red Bull-Ferrari    | 2      |
| 19   | Vitantonio Liuzzi    | Toro Rosso-Cosworth | 1      |

| Pos. | Écurie              | Points |
| ---- | ------------------- | ------ |
| 1    | Renault             | 195    |
| 2    | Ferrari             | 186    |
| 3    | McLaren-Mercedes    | 105    |
| 4    | Honda               | 78     |
| 5    | BMW Sauber          | 36     |
| 6    | Toyota              | 35     |
| 7    | Red Bull-Ferrari    | 16     |
| 8    | Williams-Toyota     | 11     |
| 9    | Toro Rosso-Cosworth | 1      |

## Statistiques
- 15e victoire pour Fernando Alonso.
- 33e victoire pour Renault en tant que constructeur.
- 113e victoire pour Renault en tant que motoriste.
- Arrivé en 3e position, Giancarlo Fisichella dédie sa place sur le podium à son meilleur ami, Tonino Visciani, qui est décédé le 5 octobre, 2006 après une crise cardiaque[5].